# باشگاه فوتبال لیورپول در فصل ۱۶–۲۰۱۵
باشگاه فوتبال لیورپول در فصل ۱۶–۲۰۱۵ (انگلیسی: 2015–16 Liverpool F.C. season) صد و بیست و چهارمین سال تأسیس باشگاه لیورپول و پنجاه و سومین سالی بود که این باشگاه به صورت مستمر در سطح اول انگلستان بازی می‌کرد. لیورپول در این فصل علاوه بر پیکارهای لیگ برتر که در پایان به رتبه هشتم دست یافت در مسابقات جام حذفی نیز شرکت کرد که پس از شکست در مقابل وستهام در دور چهارم، از این مسابقات حذف شد. لیورپول همچنین در این فصل در مسابقات جام اتحادیه به مقام دوم دست یافت. باشگاه فوتبال لیورپول همچنین به بازی پایانی لیگ اروپا راه یافت که در آن بازی با شکست ۳ بر ۱ مقابل سه‌ویا به مقام نایب قهرمانی این پیکارها دست یافت.

## خلاصهٔ فصل

### اوت
در هفتم ماه اوت یک روز پیش از آغاز فصل جدید لیگ برتر، جیمز میلنر به عنوان کاپیتان دوم لیورپول انتخاب شد. در نهم اوت، لیورپول در نخستین بازی فصل در ورزشگاه بریتانیا به مصاف میزبان خود استوک سیتی رفت که توانست با تک گل زیبای فیلیپه کوتینیو از سد حریف خود بگذرد. این برد به نوعی انتقامی شیرین برای لیورپول بود، چرا که لیورپول در آخرین بازی فصل گذشته در همین ورزشگاه در مقابل استوک سیتی متحمل شکست سنگین ۶–۱ شده بود. در ۱۷ اوت، لیورپول دومین بازی خود را در برابر بورنموث حریف تازه صعود کره خود از چمپیونشیپ انجام داد. این بازی که با میزبانی لیورپول در آنفیلد برگزار می‌شد با حساب ۱–۰ به سود لیورپول پایان یافت. تک گل لیورپول را مهاجم بلژیکی این تیم کریستین بنتکه به ثمر رساند. این گل نخستین گل رسمی بنتکه برای لیورپول بود. در ۲۴ اوت لیورپول در ورزشگاه امارات به مصاف آرسنال رفت که بازی با نتیجه مساوی بدون گل پایان یافت.در ۲۹ اوت نیز لیورپول در هفته چهارم لیگ برتر در خانه به مصاف وستهام رفت که با نتیجه ۳–۰ در مصاف میهمان خود شکست خورد. واپسین شکست لیورپول در آنفیلد در برابر وستهام، ۵۱ سال پیش در سال ۱۹۶۴ میلادی رخ داده بود

### سپتامبر
در ۱۲ سپتامبر لیورپول در هماوردی شمال‌غربی انگلستان در ورزشگاه اولدترافورد به مصاف رقیب سنتی خود، منچستر یونایتد رفت که با نتیجه ۳ بر ۱ این بازی را واگذار کرد. تگ گل لیورپول در این بازی را کریستین بنتکه با یک قیچی برگردان زیبا در محوطه جریمه به ثمر رساند.در ۱۷ سپتامبر لیورپول در نخستین بازی در دور گروهی لیگ اروپا در فرانسه به مصاف بوردو رفت که در پایان این پیکار با تساوی ۱–۱ خاتمه یافت.در ۲۱ سپتامبر نیز در ادامه بازی‌های لیگ برتر در هفته ششم درخانه به مصاف نوریچ رفت که این بازی با نتیجه ۱–۱ مساوی پایان یافت. در ۲۴ سپتامبر نیز لیورپول در بازی نخست خود در دور سوم جام اتحادیه در آنفیلد به مصاف حریف محلی خود کارلایل یونایتد رفت که پس از تساوی ۱–۱ در وقت قانونی و اضافی، لیورپول توانست در ضربات پنالتی به زحمت از سد حریف گمنام خود بگذرد. در ۲۷ سپتامبر نیز لیورپول در هفته هفتم مسابقات لیگ برتر در خانه به مصاف تیم استون ویلا رفت و در پایان با نتیجه ۳–۲ از سد حریف خود گذشت تا حدودی از شایعات اخراج برندان راجرز از سمت سرمربی‌گری لیورپول کاهش یابد. از نکات مهم این بازی می‌توان به بازگشت دنیل استوریج پس چندین ماه مصدومیت و دوری از میادین و به ثمر رساندن دو گل از سه گل لیورپول در این بازی اشاره کرد.

### اکتبر
در یکم ماه اکتبر لیورپول در دومین بازی خود در مسابقات لیگ اروپا در ورزشگاه آنفیلد به مصاف باشگاه سیون سوئیس رفت که در پایان، این بازی با تساوی ۱ بر ۱ خاتمه یافت. تک گل لیورپول در این بازی را آدام لالانا به ثمر رساند. در چهارم اکتبر، قرمز پوشان آنفیلد در ۲۲۵امین شهرآورد مرسی‌ساید در گودیسون پارک به مصاف اورتون رقیب همشهری خود رفتند که در پایان این بازی با نتیجه مساوی ۱–۱ پایان یافت. تک گل لیورپول در این بازی را دنی اینگز با ضربه سر در دقیقه ۴۱ به ثمر رساند. یک ساعت پس از پایان این پیکار برندان راجرز ،سرمربی لیورپول، به دلیل کسب نتایج ضعیف با انتشار پیامی از سوی مدیران باشگاه از سمت خود برکنار شد.برندان راجرز به مدت سه سال و نیم در سمت سرمربی‌گری این تیم بود که در طی این مدت هیچ‌گاه جامی را با این تیم به‌دست نیاورد.در ۸ اکتبر، یورگن کلوپ با قراردادی سه ساله به عنوان سرمربی، جایگزین برندان راجرز شد. کلوپ در نخستین بازی که هدایت لیورپول را بر عهده داشت، در پیکارهای لیگ برتر در ورزشگاه وایت هارت لن به مصاف تیم تاتنهام رفت که در پایان بازی با حساب بدون گل مساوی خاتمه یافت.در ۲۲ اکتبر در آنفیلد در سومین بازی از مسابقات لیگ اروپا به مصاف تیم روبین کازان رفت که بازی با تساوی ۱–۱ پایان یافت.. در ۲۵ اکتبر در بازی خانگی با نتیجه ۱ بر ۱ مساوی در برابر ساوت‌همپتون متوقف شد. تک گل لیورپول در این بازی را کریستین بنتکه به ثمر رساند. در ۲۸ اکتبر نیز لیورپول در مرحله یک‌هشتم نهایی جام اتحادیه به در آنفیلد به مصاف بورنموث رفت که با تک گل ناتانیل کلاین موفق به شکست این تیم و صعود به مرحله یک‌چهارم نهایی این پیکارها شد.در ۳۱ اکتبر لیورپول از هفته یازدهم مسابقات لیگ برتر در ورزشگاه استمفورد بریج به مصاف چلسی رفت که در پایان با نتیجه ۳ بر ۱ (دو گل کوتینیو و یک از گل از بنتکه )موفق به شکست میزبان خود شد. این نخستین پیروزی یورگن کلوپ با لیورپول در لیگ برتر بود.

### نوامبر
در پنجم ماه نوامبر نخستین برد لیورپول در لیگ اروپا در مقابل روبین کازان در کازان روسیه رقم خود.این بازی با تک گل جردن آیب به سود لیورپول به پایان رسید.در هشتم ماه نوامبر لیورپول در خانه برابر باشگاه فوتبال کریستال پالاس با نتیجه ۲ بر ۱ مغلوب شد.این نخستین باخت لیورپول پس از انتخاب یورگن کلوپ به عنوان سرمربی لیورپول بود هر چند که بازی پس از آن را در ۲۱ نوامبر پس از دو هفته تعطیلی بازی‌های ملی، با نتیجه ۴ بر ۱ منچستر سیتی را در شهر منچستر مغلوب کرد.این برد در ورزشگاه اتحاد در حالی رقم خورد که واپسین برد لیورپول در مسابقات لیگ در این ورزشگاه به ۷ سال پیش یعنی در سال ۲۰۰۸ باز می‌گردد.پس از این بازی لیورپول در ادامه مسابقات لیگ اروپا در آنفیلد به مصاف بوردو رفت که با توجه به غلبه ۲ بر ۱ بر حریف فرانسوی خود جواز صعود به مرحله یک‌شانزدهم لیگ اروپا را به دست آورد.در بیست و ششم ماه نوامبر، لیورپول موفق به شکست ۱ بر ۰ سوانزی سیتی از سری رقابت‌های لیگ برتر در هفته چهاردهم شود. این برد سبب صعود چهار پله‌ای لیورپول از رتبه دهم جدول به رتبه ششم جدول رده‌بندی لیگ برتر شد.

### دسامبر
در دوم دسامبر لیورپول در مرحله یک‌چهارم نهایی جام اتحادیه در ورزشگاه سنت مری به مصاف میزبان خود ساوت‌همپتون رفت و در حالی که از رقیب خود با نتیجه ۱ بر ۰ عقب بود توانست در پایان این تیم را با نتیجه ۶–۱ از پیش روی بردارد و به مرحله نیمه نهایی صعود کند.دیووک اوریگی در این بازی نخستین هت‌تریک خود را برای لیورپول به ثبت رساند. در ۶ دسامبر لیورپول در پانزدهمین بازی لیگ به مصاف نیوکاسل رفت که با نتیجه ۲–۰ مغلوب میزبان خودشد.در ۱۰ام لیورپول در واپسین بازی خود در لیگ اروپا در سوئیس به مصاف سیون رفت که این بازی با تساوی بدون گل پایان یافت که با این تساوی، لیورپول از گروه دوم این پیکارها به صورت سرگروه به دور یک شانردهم صعود کرد.لیورپول به ترتیب در ۱۳ و ۲۰ دسامبر در لیگ برتر به مصاف وست بروم و واتفود رفت که با نتایج ۲-۲ و باخت ۳-۰ متوقف شد. در بازی‌های کریسمس لیورپول به ترتیب به مصاف لستر سیتی صدرنشین لیگ برتر و ساندرلند رفت که هر دو بازی را با نتایج ۱–۰ و تک گل‌های بنتکه پیروز شد تا بدین صورت لیورپول با دو پیروزی شیرین سال ۲۰۱۵ را به پایان برساند.

### ژانویه
در دوم ژانویه و نخستین بازی این تیم در سال جدید میلادی، لیورپول در ورزشگاه بولین گراوند باشگاه وستهام به مصاف این تیم لندنی رفت که با نتیجه ۲ بر صفر مغلوب این تیم شد. این امر برای نخستین بار پس از ۵۲ سال بود که لیورپول در بازی‌های لیگ در برابر این تیم هر دو بازی رفت و برگشت را واگذار می‌کرد.در پنجم ژانویه در بازی رفت جام اتحادیه لیورپول میهمان تیم استوک سیتی بود که با تک گل جردن آیب از سد این تیم گذشت.در هشتم ژانویه در نخستین بازی از جام حذفی به مصاف باشگاه فوتبال اکستر سیتی رفت که در ورزشگاه خانگی اکستر بازی با نتیجه ۲-۲ مساوی پایان رسید تا بازی تکراری تکلیف تیم صعودکننده را مشخص کند.در سیزدهم ژانویه لیورپول در آنفیلد از سری مسابقات لیگ برتر به مصاف آرسنال رفت که این بازی زیبا در پایان با نتیجه ۳–۳ مساوی خاتمه یافت. گل‌های لیورپول در این بازی خانگی را روبرتو فیرمینو ( ۲ گل) و جو آلن در دقیقه ۹۰ به ثمر رساندند.
در هفدهم ژانویه لیورپول در خانه در بازی حساس دربی شمال‌غربی انگلستان به مصاف تیم منچستر یونایتد رفت که در پایان با تک گل وین رونی در برابر رقیب سنتی خود این بازی را واگذار کرد. این شکست به منزله چهارمین شکست پیاپی لیورپول در برابر رقیب سنتی خود بود.در بیستم ژانویه لیورپول پس از آنکه با تیم در بازی با اکستر سیتی به تساوی دست یافته بود در بازی تکراری در جام حذفی به مصاف این تیم دسته چهارمی رفت که در آنفیلد توانست با گل‌زنی جو آلن، شی اوجو و ژوائو کارلوس تیشیرا با نتیجه ۳–۰ از سد این حریف خود بگذرد و در مرحله بعدی به مصاف تیم وستهام برود. در بیست و سوم ژانویه در بازی‌های لیگ لیورپول در خانه باشگاه فوتبال نوریچ سیتی به مصاف حریف خود رفت که در یک بازی زیبا با نتیجه ۵ بر ۴ از سد میزلن خود گذشت. این بازی در حالی که به دقیقه ۹۰ رسید که لیورپول با نتیجه ۴-۳ از حریف خود جلو بود اما نوریچ در دقیقه ۹۲ با گلزنی باسونگ بازی را مساوی کرد که در نهایت در دقیقه ۹۵ آدام لالانا با گلزنی خود نتیجه بازی را به ۵–۴ تغییر داد.در بیست و ششم ژانویه در بازی برگشت نیمه نهایی جام اتحادیه لیورپول میزبان استوک سیتی بود که در بازی رفت ۱ به ۰ حریف خود را مغلوب کرده بود. اما با شکست ۱ بر صفر در این بازی در آنفیلد و با توجه به تساوی در مجموع دو بازی رفت و برگشت بازی به وقت اضافه و در نهایت پنالتی کشیده شد که لیورپول با شکست حریف خود به بازی پایانی این رقابت‌ها راه یافت.در ۳۰ ژانویه لیورپول در مرحله یک شانزدهم جام حذفی در آنفیلد به مصاف حریف خود وستهام رفت که بازی با نتیجه بدون گل مساوی به پایان رسید که در نهایت تکلیف برنده این بازی در بازی تکراری که در ۹ فوریه برگزار می‌شود مشخص شود.

### فوریه
در دوم فوریه لیورپول در مسابقات لیگ برتر در ورزشگاه کینگ پاور به مصاف لستر سیتی رفت که با دو گل از جیمی واردی مغلوب میزبان خود شد. در ششم فوریه در آنفیلد به مصاف ساندرلند رفت که تا دقیقه ۷۷ با دو گل فیرمینو و آدام لالانا از مهمان خود جلو بود. اما حدود ۱۱ هزار تماشاگر از جایگاه کوپ و انجمن هوادارای بیل شنکلی به دلیل تصمیم باشگاه بر گران کردن بلیت‌ها و به نشان اعتراض سکوهای ورزشگاه را ترک کردند که پس از ترک تماشاگران، تیم ساندرلند در دقایق ۸۲ و ۸۹ به گل دست یافت تا بازی با نتیجه مساوی ۲-۲ پایان یابد. این عمل سبب شد که یان ایر مدیر ارشد اجرایی باشگاه اعلام کند که هیئت مدیره باشگاه لیورپول از گران کردن بلیت در سال آینده صرف نظر کرده‌است.در نهم فوریه لیورپول در بازی تکراری جام حذفی در لندن به مصاف وستهام رفت که در پایان با نتیجه ۲–۱ مغلوب میزبان شد و این شکست به منزله حذف لیورپول از این مسابقات بود.در چهاردهم فوریه در ادامه مسابقات لیگ برتر، لیورپول در هفته ۲۶ در بیرمنگام به مصاف استون ویلا رفت که در پایان با نتیجه قاطع ۰–۶ موفق به شکست میزبان خود شد.در هجدهم فوریه در دور رفت و محله یک شانزدهم لیگ اروپا در آلمان به مصاف آگسبورگ رفت که این بازی با نتیجه مساوی بودن گل خاتمه یافت. یک هفته پس از این بازی یعنی در بیست‌وپنجم فوریه در آنفیلد به مصاف حریف خود رفت که در پایان با تک گل جیمز میلنر از روی نقطه پنالتی موفق به حذف حریف خود و صعود به مرحله یک هشتم لیگ اروپا شد و پس از تعین قرعه کشی مشخص شد که لیورپول باید به مصاف حریف سنتی خود یعنی منچستر یونایتد برود.
در بیست‌وهشتم فوریه لیورپول در فینال جام اتحادیه در ومبلی لندن به مصاف حریف خود منچستر سیتی رفت که این بازی در پایان وقت معمول با تساوی ۱ بر ۱ خاتمه یافت.گل تساوی لیورپول در دقیقه ۸۳ را فیلیپه کوتینیو به ثمر رساند. در وقت اضافه نیز گلی از خط دروازه‌ها نگذشت تا بازی به ضربات پنالتی کشیده شود که در ضربات پنالتی منچستر سیتی با درخشش دروازه‌بان آرژانتینی خود به نام ویلی کابایرو موفق به شکست لیورپول با نتیجه ۳–۱ در ضربات پنالتی شد.با این شکست لیورپول شانس کسب نهمین جام عنوان خود در جام اتحادیه را از دست داد.

### مارس
در دوم مارس لیورپول در یک بازی خانگی از سری مسابقات لیگ برتر به مصاف منچستر سیتی رفت. این بازی دقیقاً سه روز پس از فینال جام اتحادیه برگزار شد. در این بازی لیورپول با نتیجه قاطع ۳–۰ موفق به شکست حریف شد و همچنین انتقام شکست فینال اتحادیه را از تیم منچستر سیتی گرفت.در ششم ماه مارس در ورزشگاه سلهارست پارک به مصاف کریستال پالاس رفت که موفق به شکست ۲–۱ میزبان خود شد. گل‌های لیورپول در این بازی را روبرتو فیرمینو و بنتکه ( در دقیقه ۹۶ از روی نقطه پنالتی ) به ثمر رسانند. در دهم ماه مارس لیورپول در بازی رفت مرحله یک‌هشتم لیگ اروپا به مصاف مهمان خود منچستر یونایتد رفت که در نهایت در این بازی با گل‌های دنیل استاریج از روی نقطه پنالتی و روبرتو فیرمینو موفق به شکست حریف سنتی خود در این بازی شد.در هفدهم نیز دو تیم در بازی برگشت این مرحله در ورزشگاه اولدترافورد به مصاف هم رفتند که این بازی با تساوی ۱–۱ پایان یافت تا با این نتیجه لیورپول در مجموع دو بازی رفت و برگشت با نتیجه ۳–۱ موفق به برد در برابر حریف سنتی خود شود و به مرحله یک¨چهارم این پیکارها صعود کند.

### آوریل
در دهم آوریل لیورپول در خانه با نتیجه ۴ بر ۱ موفق به شکست استوک سیتی شد. این نتیجه قاطع‌ترین برد خانگی یورگن کلوپ در زمان حضورش در لیورپول در مسابقات لیگ بود که به‌دست می‌آمد. در ۱۴ آوریل در بازی برگشت مرحله یک چهارم لیگ اروپا، لیورپول در خانهٔ باید به مصاف رقیب آلمانی خود بروسیا دورتموند می‌رفت که در بازی رفت در ورزشگاه وست‌فالن با نتیجه تساوی ۱–۱ حریفش را متوقف کرد بود. در بازی برگشت در آنفیلد در همان دقایق آغازین بروسیا دورتموند با گلزنی مخیتاریان در دقیقه ۵ و اوبامیانگ در دقیقه ۹، با نتیجه ۲ بر ۰ از میزبان خود جلو افتاد تا با این نتیجه دورتموند در مجموع (۳–۱) پیش افتد و لیورپول برای صعود به مرحله بعد نیاز به زدن ۳ گل داشت. در نیمه دوم در دقیقه ۴۸ دیووک اوریگی یکی از گل‌های خورده را پاسخ داد تا امید لیورپول را برای صعود اندکی بیشتر کند اما کمتر از ده دقیقه بعد مارکو رویس توانست گلی دیگر را برای دورتموند به ثمر برساند تا با این نتیجه ۳–۱ ( ۴–۲ در مجموع) باری دیگر لیورپول برای صعود نیاز به زدن سه گل داشته باشد. در دقیقه ۶۶ کوتینیو با به ثمر رساندن یک گل و کاهش اختلاف به دو گل برای صعود، حساسیت بازی را باری دیگر افزایش و سپس در دقیقه ۷۸ مامادو ساکو با ضربه سر ؛ با زدن گل مساوی باعث شد که لیورپول برای صعود تنها به یک گل دیگر احتیاج داشته باشد که در دقیقه ۹۰+۱ دیان لاورن، مدافع لیورپول، سانتر جیمز میلنر از سمت راس محوطه جریمه را توانست با ضربه سر تبدیل به گل چهارم لیورپول کند که با این برد ۴–۳ ( و در مجموع برد ۵–۴) لیورپول به مرحله نیمه نهایی لیگ اروپا صعود کرد.
در ۱۷ آوریل در مسابقات لیگ برتر، لیورپول به مصاف بورنموث رفت که با نتیجه ۲–۱ موفق به شکست میربان خود شد. این برد از جهتی به دست آمد که یورگن کلوپ با توجه به سنگین بودن بازی در برابر دورتموند با ده تغییر نسبت به آن بازی تیم را روانه میدان کرده بود.در ۲۰ آوریل در یک بازی معوقه از سری پیکارهای لیگ برتر، لیورپول در آنفیلد به مصاف همشهری خود اورتون رفت که با نتیجه قاطع ۴–۰ موفق به شکست همشهری در شهرآورد موسوم به مرسی‌ساید شود. در این بازی دیووک اوریگی به علت مصدومیت شدید تا پایان فصل مسابقات را از دست داد.در ۲۳ آوریل نیز لیورپول در مسابقات لیگ به مصاف نیوکاسل رفت که در پایان بازی با نتیجه ۲–۲ مساوی به پایان رسید. از نکات حائز اهمیت این بازی بازگشت رافائل بنیتز به آنفیلد به عنوان سرمربی نیوکاسل بود. همچنین پس از پایان بازی نتیجه آزمایش دوپینگ مامادو ساکو مدافع فرانسوی لیورپول مثبت اعلام شد و باشگاه فوتبال لیورپول او را از شرکت در تمامی مسابقات محروم کرده‌است. همچنین تا کامل شدن تحقیقات از سوی فیفا وی به مدت سی روز از فعالیت و مسابقات فوتبالی محروم شده‌است.
در ۲۸ آوریل، لیورپول در مرحله رفت نیمه نهایی لیگ اروپا در اسپانیا به مصاف میزبان خود باشگاه ویارئال رفت. این بازی که در ورزشگاه ال مادریگا برگزار می‌شد با تک گل دقیقه ۹۲ آدریان لوپز ۱–۰ به سود ویارئال به پایان رسید.

### مه
در روز یک مه لیورپول در خانهٔ سوانزی در ورزشگاه لیبرتی به مصاف حریف خود رفت که در یک بازی ضعیف و ناامیدکننده با نتیجه ۳–۱ مغلوب میزبان خود شد.در پنجم این ماه لیورپول در بازی برگشت نیمه نهایی لیگ اروپا در آنفیلد به مصاف ویارئال رفت که با نتیجه قاطع ۳–۰ حریف خود را شکست داد و به فینال این بازی‌ها راه یافت.در ۸ مه؛ لیورپول در هفته سی‌وششم در یک بازی خانگی در برابر واتفورد قرار گرفت و با دو گل جو آلن و روبرتو فیرمینو موفق به شکست مهمان خود شد. در ۱۱ مه، لیورپول در هفته سی‌وهفتم در واپسین بازی خانگی خود در لیگ برتر به مصاف چلسی رفت که در پایان با نتیجه ۱–۱ مساوی متوقف شد. تک گل لیورپول را در دقیقه ۹۲ کریستین بنتکه به ثمر رساند.در پانزدهم مه مه، لیورپول در واپسین بازی فصل مهمان تیم وست بروم بود که این بازی با نتیجه مساوی ۱–۱ خاتمه یافت. تک گل قرمزها را جردن آیب در دقیقه ۳۲ به ثمر رساند.لیورپول در پایان این فصل به مقام هشتم دست یافت و بر اساس سهمیه انگلستان در اروپا، سهمیه هیچکدام از پیکارهای اروپایی برای فصل آینده را کسب نکرد.
در فینال لیگ اروپا نیز لیورپول با نتیجه ۳ بر ۱ مغلوب سویا شد و در نهایت به مقام دوم این جام دست یافت. تک گل لیورپول در این بازی که در شهر بازل برگزار می‌شد را دنیل استاریج به ثمر رساند.

## فهرست بازیکنان

### تیم اصلی
واپسین به روز رسانی در ۴ مه ۲۰۱۶
| ۲۲      | سیمون مینیوله        | بلژیک        | دروازه بان  | ۶ مارس ۱۹۸۸ ‏(۳۷ سال)     |
| ۳۴      | آدام بوگدان          | مجارستان     | دورازه‌بان   | ۲۷ سپتامبر ۱۹۸۷ ‏(۳۷ سال) |
| ۵۲      | دنی وارد             | ولز          | دورازه‌بان   | ۲۲ ژوئن ۱۹۹۳ ‏(۳۱ سال)    |
| مدافعان |                      |              |             |                          |
| ۲       | ناتانیل کلاین        | انگلستان     | مدافع       | ۵ آوریل ۱۹۹۱ ‏(۳۳ سال)    |
| ۳       | خوزه انریکه          | اسپانیا      | LB          | ۲۳ ژانویهٔ ۱۹۸۶ ‏(۳۹ سال)  |
| ۴       | حبیب کولو توره       | ساحل عاج     | CB          | ۱۹ مارس ۱۹۸۱ ‏(۴۴ سال)    |
| ۶       | دژان لاورن           | کرواسی       | CB          | ۵ ژوئیهٔ ۱۹۸۹ ‏(۳۵ سال)    |
| ۱۲      | جو گومز              | انگلستان     | RB/LB/CB    | ۲۳ مهٔ ۱۹۹۷ ‏(۲۷ سال)      |
| ۱۷      | مامادو ساکو          | فرانسه       | CB          | ۱۳ فوریهٔ ۱۹۹۰ ‏(۳۵ سال)   |
| ۱۸      | آلبرتو مورنو         | اسپانیا      | LB          | ۵ ژوئیهٔ ۱۹۹۲ ‏(۳۲ سال)    |
| ۱۹      | استیون کالکر         | انگلستان     | CB          | ۲۹ نوامبر ۱۹۹۱ ‏(۳۳ سال)  |
| ۲۶      | تیاگو ایوری          | پرتغال       | CB          | ۲۶ فوریهٔ ۱۹۹۳ ‏(۳۲ سال)   |
| ۳۷      | مارتین اشکرتل        | اسلواکی      | CB          | ۱۵ دسامبر ۱۹۸۴ ‏(۴۰ سال)  |
| ۳۸      | جان فلاناگن          | انگلستان     | RB/LB       | ۱ ژانویهٔ ۱۹۹۳ ‏(۳۲ سال)   |
| ۴۴      | برد اسمیت            | استرالیا     | RB/LB       | ۹ آوریل ۱۹۹۴ ‏(۳۰ سال)    |
| هافبک   |                      |              |             |                          |
| ۷       | جیمز میلنر           | انگلستان     | CM/AM/RW    | ۴ ژانویهٔ ۱۹۸۶ ‏(۳۹ سال)   |
| ۱۰      | فیلیپه کوتینیو       | برزیل        | LW/RW       | ۱۲ ژوئن ۱۹۹۲ ‏(۳۲ سال)    |
| ۱۱      | روبرتو فیرمینیو      | برزیل        | AM/FW       | ۲ اکتبر ۱۹۹۱ ‏(۳۳ سال)    |
| ۱۴      | جردن هندرسون         | انگلستان     | CM          | ۱۷ ژوئن ۱۹۹۰ ‏(۳۴ سال)    |
| ۲۰      | آدام لالانا          | انگلستان     | AM/LW/RW    | ۱۰ مهٔ ۱۹۸۸ ‏(۳۶ سال)      |
| ۲۱      | لوکاس لیوا           | برزیل        | DM/CM       | ۹ ژانویهٔ ۱۹۸۷ ‏(۳۸ سال)   |
| ۲۳      | امره جان             | آلمان        | CM/DM/CB    | ۱۲ ژانویهٔ ۱۹۹۴ ‏(۳۱ سال)  |
| ۲۴      | جو آلن               | ولز          | CM          | ۱۴ مارس ۱۹۹۰ ‏(۳۵ سال)    |
| ۳۳      | جردن آیب             | انگلستان     | LW/RW       | ۸ دسامبر ۱۹۹۵ ‏(۲۹ سال)   |
| ۴۱      | جک دان               | انگلستان     | LW/RW       | ۱۹ نوامبر ۱۱۹۴ ‏(۸۳۰ سال) |
| ۴۳      | ریان مک‌لوک لین       | ایرلند شمالی | LW/RW       | ۳۰ سپتامبر ۱۹۹۴ ‏(۳۰ سال) |
| ۴۶      | جردن روسیتر          | انگلستان     | CM          | ۲۴ مارس ۱۹۹۷ ‏(۲۷ سال)    |
| ۵۰      | لازار مارکوویچ       | صربستان      | LW/RW/AM    | ۲ مارس ۱۹۹۴ ‏(۳۱ سال)     |
| ۵۳      | ژوائو کارلوس تیکسیرا | پرتغال       | AM/CM/LW/RW | ۱۸ ژانویهٔ ۱۹۹۳ ‏(۳۲ سال)  |
| مهاجم   |                      |              |             |                          |
| ۹       | کریستین بنتک         | بلژیک        | FW          | ۳ دسامبر ۱۹۹۰ ‏(۳۴ سال)   |
| ۱۵      | دنیل استوریج         | انگلستان     | FW/RW       | ۱ سپتامبر ۱۹۸۹ ‏(۳۵ سال)  |
| ۲۷      | دیووک اوریگی         | بلژیک        | FW/LW/RW    | ۱۸ آوریل ۱۹۹۵ ‏(۲۹ سال)   |
| ۲۸      | دنی اینگز            | انگلستان     | FW          | ۲۳ ژوئیهٔ ۱۹۹۲ ‏(۳۲ سال)   |
| ۴۸      | جروم سینکلر          | انگلستان     | FW          | ۲۰ سپتامبر ۱۹۹۶ ‏(۲۸ سال) |

### تمدید قرارداد
| شماره. | پست      | بازیکن          | تاریخ           | منبع   |
| ------ | -------- | --------------- | --------------- | ------ |
| ۴      | CB       | حبیب کولو توره  | ۲۶ مه ۲۰۱۵      | [ ۱۶ ] |
| ۴۷     | RB       | آندره ویزدم     | ۲۶ مه ۲۰۱۵      | [ ۱۷ ] |
| ۵۲     | GK       | دنی وارد        | ۲۳ ژوئن ۲۰۱۵    | [ ۱۸ ] |
| ۳۷     | CB       | مارتین اشکرتل   | ۱۰ ژوئیه ۲۰۱۵   | [ ۱۹ ] |
| ۵۴     | LW/RW/FW | شی اوجو         | ۴ اوت ۲۰۱۵      | [ ۲۰ ] |
| ۱۷     | CB       | مامادو ساکو     | ۱۸ سپتامبر ۲۰۱۵ | [ ۲۱ ] |
| ۳۲     | AM/CM    | کامرون براناگان | ۲۶ اکتبر ۲۰۱۵   | [ ۲۲ ] |
| ۴۴     | LB/LW    | برد اسمیت       | ۱۸ نوامبر ۲۰۱۵  | [ ۲۳ ] |
| ۲۲     | GK       | سیمون مینیوله   | ۱۸ ژانویه ۲۰۱۶  | [ ۲۴ ] |
| ۳۵     | DM/CM    | کوین استوارت    | ۲۳ فوریه ۲۰۱۶   | [ ۲۵ ] |
| ۶۸     | DM/CM    | پدرو چیری‌ولا    | ۹ مارس ۲۰۱۶     | [ ۲۶ ] |
| ۳۸     | RB/LB    | جان فلاناگن     | ۱۸ مارس ۲۰۱۶    | [ ۲۷ ] |

## نقل و انتقالات

### پیوستگان
| تاریخ ورود    | پست       | شماره | نام             | از             | مبلغ        | منبع.       |
| ------------- | --------- | ----- | --------------- | -------------- | ----------- | ----------- |
| ۲۰ ژوئن ۲۰۱۵  | مدافع     | ۱۲    | جو گومز         | چارلتون اتلتیک | £۳٬۵۰۰٬۰۰۰  | [ ۲۸ ]      |
| ۱ ژوئیه ۲۰۱۵  | هافبک     | ۷     | جیمز میلنر      | منچستر سیتی    | آزاد        | [ ۲۹ ]      |
| ۱ ژوئیه ۲۰۱۵  | مهاجم     | ۲۸    | دنی اینگز       | برنلی          | £۶٬۵۰۰٬۰۰۰  | [ ۳۰ ]      |
| ۱ ژوئیه ۲۰۱۵  | دروازه‌بان | ۳۴    | آدام بوگدان     | بولتون         | آزاد        | [ ۳۱ ]      |
| ۱ ژوئیه۲۰۱۵   | هافبک     | ۱۱    | روبرتو فیرمینیو | هوفنهایم       | £۲۱٬۳۰۰٬۰۰۰ | [ ۳۲ ]      |
| ۱ ژوئیه ۲۰۱۵  | مدافع     | ۲     | ناتانیل کلاین   | ساوت‌همپتون     | £۱۰٬۰۰۰٬۰۰۰ | [ ۳۳ ]      |
| ۲۲ ژوئیه ۲۰۱۵ | مهاجم     | ۹     | کریستین بنتک    | استون ویلا     | £۳۲٬۵۰۰٬۰۰۰ | [ ۳۴ ]      |
| ۳۱ اوت ۲۰۱۵   | مهاجم     | ۲۹    | فابیو بورینی    | ساندرلند       | £۸٬۰۰۰٬۰۰۰  | [ ۳۵ ]      |
| مجموع         | مجموع     | مجموع | مجموع           | مجموع          | £۵۵٬۲۰۰٬۰۰۰ | £۵۵٬۲۰۰٬۰۰۰ |

- به دلیل آنکه دنی اینگز جز بازیکنان زیر ۲۴ سال محسوب می‌شود و این بازیکن به صورت آزاد از برنلی جدا شده‌است، بدین روی لیورپول باید به صورت غرامت مبلغی را به این باشگاه ارائه دهد. قیمت این مبلغ توسط PFCC موسوم به کمیته غرامت فوتبال حرفه‌ای در انگلستان تعیین خواهد شد.

### گسستگان
| تاریخ خروج    | پست        | شماره | نام           | به باشگاه      | مبلغ             | منبع.         |
| ------------- | ---------- | ----- | ------------- | -------------- | ---------------- | ------------- |
| ۱ ژوئیه ۲۰۱۵  | دروازه بان | ۱     | برد جونز      | بدون باشگاه    | پایان قرارداد    | [ ۳۶ ]        |
| ۱ ژوئیه ۲۰۱۵  | مدافع      | ۲     | گلن جانسون    | استوک سیتی     | پایان قرارداد    | [ ۳۶ ]        |
| ۱ ژوئیه ۲۰۱۵  | هافبک      | ۸     | استیون جرارد  | ال ای گلکسی    | پایان قرارداد    | [ ۳۷ ]        |
| ۱ ژوئیه ۲۰۱۵  | مدافع      | ۱۶    | سباستین کواتس | ساندرلند       | £۴٬۰۰۰٬۰۰۰       | [ ۳۸ ]        |
| ۱ ژوئیه ۲۰۱۵  | مهاجم      | –     | یاگو آسپاس    | سلتاویگو       | £۵٬۰۰۰٬۰۰۰       | [ ۳۹ ] [ ۴۰ ] |
| ۸ ژوئیه ۲۰۱۵  | مدافع      | ۱۹    | خاویر مانکیو  | اتلتیکو مادرید | فسخ قرارداد قرضی | [ ۴۱ ] [ ۴۲ ] |
| ۱۴ ژوئیه ۲۰۱۵ | مهاجم      | ۳۱    | رحیم استرلینگ | منچستر سیتی    | £۴۴٬۰۰۰٬۰۰۰      | [ ۴۳ ]        |
| ۳۱ ژوئیه ۲۰۱۵ | مهاجم      | ۹     | ریکی لمبرت    | وست بروم       | £۳٬۰۰۰٬۰۰۰       | [ ۴۴ ]        |
| مجموع         | مجموع      | مجموع | مجموع         | مجموع          | £۵۶٬۰۰۰٬۰۰۰      | £۵۶٬۰۰۰٬۰۰۰   |

### بازیکنان قرضی
| آغاز          | پایان             | پست       | شماره | نام           | به باشگاه          | مبلغ       | منبع          |            |
| ------------- | ----------------- | --------- | ----- | ------------- | ------------------ | ---------- | ------------- | ---------- |
| ۲۶ ژوئن ۲۰۱۵  | تا پایان فصل جاری | دروازه‌بان | ۵۲    | دنی وارد      | آبردین             | -          | [ ۴۵ ]        |            |
| ۶ ژوئیه ۲۰۱۵  | تا پایان فصل جاری | هافبک     | —     | لوئیس آلبرتو  | دیپورتیوو لاکرونیا | -          | [ ۴۶ ]        |            |
| ۱۰ ژوئیه ۲۰۱۵ | تا پایان فصل جاری | مدافع     | ۵۱    | لوید جونز     | بلکپول             | -          | [ ۴۷ ] [ ۴۸ ] |            |
| ۱۰ ژوئیه ۲۰۱۵ | تا پایان فصل جاری | هافبک     | ۴۹    | جردن ویلیامز  | سوئیندون تاون      | -          | [ ۴۹ ]        |            |
| ۱۱ ژوئیه ۲۰۱۵ | تا پایان فصل جاری | مدافع     | ۳۵    | کوین استوارت  | سوئیندون تاون      | -          | [ ۵۰ ]        |            |
| ۲۹ ژوئیه ۲۰۱۵ | تا پایان فصل جاری | مدافع     | ۴۷    | آندره ویزدم   | نوریچ سیتی         | £۱٬۲۵۰٬۰۰۰ | [ ۵۱ ]        |            |
| ۴ اوت ۲۰۱۵    | تا پایان فصل جاری | هافبک     | ۵۴    | شی اوجو       | ولورهمپتون واندررز | -          | [ ۵۲ ]        |            |
| ۲۷ اوت ۲۰۱۵   | تا پایان فصل جاری | مهاجم     | ۴۵    | ماریو بالوتلی | آ.ث. میلان         | -          | [ ۵۳ ]        |            |
| مجموع         | مجموع             | مجموع     | مجموع | مجموع         | مجموع              | £۱٬۲۵۰٬۰۰۰ | £۱٬۲۵۰٬۰۰۰    | £۱٬۲۵۰٬۰۰۰ |

### هزینه نقل و انتقالات
| هزینه کلی بازار تابستان: £ ۷۳٬۸۰۰٬۰۰۰ بازار زمستان: £۵٬۱۰۰٬۰۰۰ مجموع: £۷۸٬۹۰۰٬۰۰۰ | عایدی بازیکنان خروجی بازار تابستان: £۵۷٬۴۵۰٬۰۰۰ بازار زمستان: £۰ مجموع: £۵۷٬۴۵۰٬۰۰۰ | برآمد مخارج بازار تابستان: £۱۶٬۳۵۰٬۰۰۰ بازار زمستان: £۵٬۱۰۰٬۰۰۰ مجموع: £۲۱٬۴۵۰٬۰۰۰ |

## بازی‌های دوستانه

### پیش فصل
| ۱۴ ژوئیه ۲۰۱۵ بازی دوستانه | منتخب لیگ برتر تایلند | ۰–۴    | لیورپول                                                                         | بانکوک, تایلند                         |
| ۱۴:۰۰ BST                  |                       | report | لازار مارکوویچ ۳' · Sakho ۴۲' · آدام لالانا ۵۲' · جو آلن '۷۸ · دیووک اوریگی ۸۸' | ورزشگاه: راجامالانگا تماشاگران: ۴۹٬۷۷۲ |

| ۱۷ ژوئیه ۲۰۱۵ دوستانه | بریزبن رور          | ۱–۲    | لیورپول                          | میلتون, کوئینزلند                      |
| ۰۹:۴۵ BST             | دیمیتری پتراتوس ۱۷' | Report | آدام لالانا ۲۸' · جیمز میلنر ۷۵' | ورزشگاه: آدلاید اوول تماشاگران: ۵۰٬۰۰۰ |

| ۲۰ ژوئیه ۲۰۱۵ دوستانه | آدلاید یونایتد | ۰–۲    | لیورپول                        | آدلاید, استرالیای جنوبی                                               |
| ۱۰:۳۰ BST             |                | Report | جیمز میلنر ۶۷' · دنی اینگز ۸۸' | ورزشگاه: آدلاید اوول تماشاگران: ۵۳٬۰۰۸ داور: آرماندو ویلاریا (آمریکا) |

| ۲۴ ژوئیه ۲۰۱۵ دوستانه | منتخب لیگ مالزی                     | ۱–۱   | لیورپول      | کوالالامپور, مالزی                    |
| ۱۳:۴۵ BST             | پاتریک وله ۱۳' · محاد بشارالدین '۵۷ | گزارش | جردن آیب ۲۸' | ورزشگاه: بوکیت جلال تماشاگران: ۳۹٬۲۵۶ |

| ۱ اوت ۲۰۱۵ دوستانه | هلسینکی | ۰–۲    | لیورپول                               | هلسینکی, فنلاند         |
| ۱۷:۳۰ BST          |         | Report | دیووک اوریگی ۷۳' · فیلیپه کوتینیو ۷۸' | ورزشگاه: المپیک هلسینکی |

| ۲ اوت ۲۰۱۵ دوستانه | سوئیندون تاون      | ۱–۲    | لیورپول                        | سوئیندون, انگلستان    |
| ۱۶:۰۰ BST          | جاناتان اوبیکا ۶۳' | Report | کریستین بنتک ۴۸' · شی اوجو ۸۷' | ورزشگاه: کانتی گراوند |

## مسابقات

### خلاصه کل مسابقات
| مسابقات     | رکورد | رکورد | رکورد | رکورد | رکورد | رکورد | رکورد | رکورد |
| مسابقات     | ب.ا   | پ     | م     | ب     | گ.ز   | گ.خ   | تفا   | برد%  |
| ----------- | ----- | ----- | ----- | ----- | ----- | ----- | ----- | ----- |
| لیگ برتر    | ۳۸    | ۱۶    | ۱۲    | ۱۰    | ۶۳    | ۵۰    | ۱۳+   | ۰۴۲   |
| جام حذفی    | ۴     | ۱     | ۲     | ۱     | ۶     | ۴     | ۲+    | ۰۲۵   |
| جام اتحادیه | ۶     | ۴     | ۰     | ۲     | ۱۰    | ۴     | ۶+    | ۰۶۷   |
| لیگ اروپا   | ۱۵    | ۶     | ۷     | ۲     | ۱۹    | ۱۳    | ۶+    | ۰۴۰   |
| مجموع       | ۶۳    | ۲۷    | ۲۱    | ۱۵    | ۹۸    | ۷۱    | ۲۷+   | ۰۴۳   |

Last updated: ۲۲ مه ۲۰۱۶
منبع: Competitions

### روند هفته به هفته در لیگ برتر
| بازی  | ۱ | ۲ | ۳ | ۴ | ۵ | ۶  | ۷ | ۸  | ۹  | ۱۰ | ۱۱ | ۱۲ | ۱۳ | ۱۴ | ۱۵ | ۱۶ | ۱۷ | ۱۸ | ۱۹ | ۲۰ | ۲۱ | ۲۲ | ۲۳ | ۲۴ | ۲۵ | ۲۶ | ۲۷ | ۲۸ | ۲۹ | ۳۰ | ۳۱ | ۳۲ | ۳۳ | ۳۴ | ۳۵ | ۳۶ | ۳۷ | ۳۸ |
| ----- | - | - | - | - | - | -- | - | -- | -- | -- | -- | -- | -- | -- | -- | -- | -- | -- | -- | -- | -- | -- | -- | -- | -- | -- | -- | -- | -- | -- | -- | -- | -- | -- | -- | -- | -- | -- |
| زمین  | م | خ | م | خ | م | خ  | خ | م  | م  | خ  | م  | خ  | م  | خ  | م  | خ  | م  | خ  | م  | م  | خ  | خ  | م  | م  | خ  | م  | خ  | م  | م  | خ  | خ  | م  | خ  | خ  | م  | خ  | خ  | م  |
| نتیجه | پ | پ | ت | ش | ش | ت  | پ | ت  | ت  | ت  | پ  | ش  | پ  | پ  | ش  | ت  | ش  | پ  | پ  | ش  | ت  | ش  | پ  | ش  | ت  | پ  | پ  | پ  | ش  | ت  | پ  | پ  | پ  | ت  | ش  | پ  | ت  | ت  |
| وضعیت | ۴ | ۳ | ۳ | ۶ | ۹ | ۱۳ | ۷ | ۱۰ | ۱۰ | ۹  | ۷  | ۱۰ | ۹  | ۶  | ۸  | ۹  | ۹  | ۸  | ۷  | ۸  | ۹  | ۹  | ۷  | ۸  | ۹  | ۸  | ۸  | ۷  | ۹  | ۹  | ۸  | ۸  | ۷  | ۷  | ۸  | ۸  | ۸  | ۸  |

آخرین بروزرسانی: ۲۲ مه ۲۰۱۶.
منبع: Statto.com

زمین: م = مهمان، خ = خانه. نتیجه: ت = تساوی، ش = شکست، پ = پیروزی.

### لیگ برتر
برد
      مساوی
      باخت
      برنامه پیش‌رو
| ۹ اوت ۲۰۱۵ ۱ | استوک سیتی                      | ۰–۱    | لیورپول                                                                                | استوک-آن-ترنت                                                  |
| ۱۶:۰۰ BST    | ابراهیم آفلای '۴ چارلی آدام '۷۳ | Report | مارتین اشکرتل '۲۸ · جیمز میلنر '۳۹ · دیان لوورن '۵۰ · جو گومز '۶۳ · فیلیپه کوتینیو ۸۶' | ورزشگاه: ورزشگاه بریتانیا تماشاگران: ۲۷٬۶۵۴ داور: آنتونی تیلور |

| ۱۷ اوت ۲۰۱۵ ۲ | لیورپول                        | ۱–۰    | بورنموث                                                   | لیورپول                                           |
| ۲۰:۰۰ BST     | کریستین بنتک ۲۶' · جو گومز '۷۵ | Report | اونان اوکین '۳۴ مت ریچی '۷۶ لی تاملین '۷۷ استیو کوک '۹۰+۱ | ورزشگاه: آنفیلد تماشاگران: ۴۴٬۱۰۲ داور: کریگ پوسن |

| ۲۴ اوت ۲۰۱۵ ۳ | آرسنال               | ۰–۰   | لیورپول                                                | لندن                                                 |
| ۲۰:۰۰ BST     | گابریل پائولیستا '۶۵ | گزارش | مارتین اشکرتل '۶۱ امره جان '۶۶ جو گومز '۷۹ مینیوله '۸۵ | ورزشگاه: امارات تماشاگران: ۶۰٬۰۸۰ داور: مایکل اولیور |

| ۲۹ اوت ۲۰۱۵ ۴ | لیورپول | ۰–۳   | وستهام                                                | لیورپول                                           |
| ۱۵:۰۰ BST     |         | گزارش | ۳' مانوئل لاتزینی · ۲۹' مارک نوبل · ۹۰+۲' دیافرا ساخو | ورزشگاه: آنفیلد تماشاگران: ۴۳٬۶۸۰ داور: کوین فرند |

| ۱۲ سپتامبر ۲۰۱۵ ۵ | منچستر یونایتد                                                                  | ۳–۱ | لیورپول                                       | منچستر                                                    |
| ۱۷:۳۰ BST         | دیلی بلیند ۴۹' · آندر هررا ۷۰' (پنالتی) · متئو دارمیان '۷۳ · آنتونی مارسیال ۸۶' |     | ناتانیل کلاین '۴۸ · جیمز میلنر '۷۵ · بنتک ۸۴' | ورزشگاه: اولدترافورد تماشاگران: ۷۵٬۳۴۷ داور: مایکل اولیور |

| ۲۰ سپتامبر ۲۰۱۵ ۶ | لیورپول       | ۱–۱ | نوریچ سیتی      | لیورپول                                              |
| ۱۶:۰۰ BST         | دنی اینگز ۴۸' |     | راسل مارتین ۶۱' | ورزشگاه: آنفیلد تماشاگران: ۴۴٬۰۷۲ داور: آنتونی تیلور |

| ۲۶ سپتامبر ۲۰۱۵ ۷ | لیورپول                              | ۳–۲ | استون ویلا        | لیورپول                                             |
| ۱۵:۰۰ BST         | جیمز میلنر ۲' · دنیل استوریج ۵۹' ۶۷' |     | رودی گستد ۶۶' ۷۱' | ورزشگاه: آنفیلد تماشاگران: ۴۴٬۲۲۸ داور: جاناتان موس |

| ۴ اکتبر ۲۰۱۵ ۸ | اورتون        | ۱–۱ | لیورپول          | لیورپول                                                       |
| ۱۳:۳۰ BST      | ۴۱' دنی اینگز |     | ۴۵' روملو لوکاکو | ورزشگاه: گودیسون پارک تماشاگران: ۳۹٬۵۹۸ داور: مارتین اتکینسون |

| ۱۷ اکتبر ۲۰۱۵ ۹ | تاتنهام | ۰–۰ | لیورپول | لندن                                                    |
| ۱۲:۴۵ BST       |         |     |         | ورزشگاه: وایت هارت لن تماشاگران: ۳۵٬۹۲۶ داور: کریگ پوسن |

| ۲۵ اکتبر ۲۰۱۵ ۱۰ | لیورپول   | ۱–۱ | ساوت‌همپتون     | لیورپول                                              |
| ۱۶:۱۵ GMT        | ۷۷' بنتکه |     | ۸۶' سادیو مانه | ورزشگاه: آنفیلد تماشاگران: ۴۴٬۱۷۱ داور: آندره مارینر |

| ۳۱ اکتبر ۲۰۱۵ ۱۱ | چلسی      | ۱–۳ | لیورپول                                | لندن                                                          |
| ۱۲:۴۵ GMT        | ۴' رامیرس |     | ۳+۴۵' ، ۷۴' فیلیپه کوتینیو · ۸۳' بنتکه | ورزشگاه: استمفورد بریج تماشاگران: ۴۱٬۵۷۷ داور: مارک کلاتنبورگ |

| ۸ نوامبر ۲۰۱۵ ۱۲ | لیورپول            | ۱–۲ | کریستال پالاس                    | لیورپول                           |
| ۱۶:۰۰ GMT        | ۴۲' فیلیپه کوتینیو |     | ۲۱' یانیک بولاسی · ۸۲' اسکات دان | ورزشگاه: آنفیلد تماشاگران: ۴۴٬۱۱۵ |

| ۲۱ نوامبر ۲۰۱۵ ۱۳ | منچستر سیتی      | ۱–۴ | لیورپول                                                                                     | منچستر                           |
| ۱۷:۳۰ GMT         | ۴۴' سرخیو آگوئرو |     | ۷' الیاکیم مانگالا (گل‌به‌خودی) · ۲۳' فیلیپه کوتینیو · ۳۲' روبرتو فیرمینو · ۸۱' مارتین اشکرتل | ورزشگاه: اتحاد تماشاگران: ۵۴٬۴۴۴ |

| ۲۹ نوامبر ۲۰۱۵ ۱۴ | لیورپول                 | ۱–۰ | سوانزی | لیورپول                                              |
| ۱۶:۱۵GMT          | ۶۲' جیمز میلنر (پنالتی) |     |        | ورزشگاه: آنفیلد تماشاگران: ۴۳٬۹۰۵ داور: آنتونی تیلور |

| ۶ دسامبر ۲۰۱۵ ۱۵ | نیوکاسل                                                                                        | ۲–۰ | لیورپول        | نیوکاسل ، اپان تاین                                         |
| ۱۶:۰۰GMT         | '۳۴ جک کولبک · '۶۰ وورنون آنیتا · '۶۳ پاپیس سیسه · ۶۹' مارتین اشکرتل · ۹۰+۳' گئورگینیو وینادوم |     | '۴۴ لوکاس لیوا | ورزشگاه: سنت جیمز پارک تماشاگران: ۵۱٬۲۷۳ داور: آندره مارینر |

| ۱۳ دسامبر ۲۰۱۵ ۱۶ | لیورپول                               | ۲–۲ | وست بروم                          | لیورپول         |
| ۱۶:۰۰GMT          | ۲۱' جردن هندرسون · ۹۰+۵' دیووک اوریگی |     | ۳۱' کریک داوسن · ۷۴' یوناس اولسون | ورزشگاه: آنفیلد |

| ۲۰ دسامبر ۲۰۱۵ ۱۷ | واتفورد                                                | ۳–۰ | لیورپول | واتفورد                                                     |
| ۱۳:۳۰GMT          | ۳' ناتان آکه · ۱۵' (۸۵) اودین ایگالو · '۷۸ میگل بریتوس |     |         | ورزشگاه: ویکاریج رود تماشاگران: ۲۰٬۷۰۷ داور: مارک کلاتنبورگ |

| ۲۶ دسامبر ۲۰۱۵ ۱۸ | لیورپول                                   | ۱–۰ | لستر سیتی     | لیورپول                                                 |
| ۱۵:۰۰GMT          | '۴۵ آدام لالانا · '۵۳امره جان · ۶۳' بنتکه |     | '۶۲ روبرت هوت | ورزشگاه: آنفیلد تماشاگران: ۴۴٬۱۲۳ داور: مارتین اتکینسون |

| ۳۰ دسامبر ۲۰۱۵ ۱۹ | ساندر لند     | ۰–۱ | لیورپول                                         | ساندرلند                                                   |
| ۱۹:۴۵GMT          | '۸۶ جرمین لنز |     | '۱۹ ۴۶' بنتکه · '۵۶ امره جان · '۷۷ آلبرتو مورنو | ورزشگاه: ورزشگاه آو لایت تماشاگران: ۴۵٬۷۶۵ داور: کوین فرند |

| ۲ ژانویه ۲۰۱۶ ۲۰ | وستهام                                                  | ۲–۰ | لیورپول       | لندن                                                     |
| ۱۲:۴۵GMT         | ۱۰' مایکل آنتونیو · '۱۸ مانوئل لانزینی · ۵۵' اندی کارول |     | '۲۴لوکاس لیوا | ورزشگاه: بولین گراوند تماشاگران: ۳۴٬۹۷۷ داور: روبرت مدلی |

| ۱۳ ژانویه ۲۰۱۶ ۲۱ | لیورپول                                                      | ۳–۳ | آرسنال                                | لیورپول                                           |
| ۲۰:۰۰GMT          | ۱۰' (۱۹) '۱۰ روبرتو فیرمینو · '۵۳ ناتانیل کلاین · ۹۰' جو آلن |     | ۱۴' آرون رمزی · ۲۵' (۵۵) اولیویه ژیرو | ورزشگاه: آنفیلد تماشاگران: ۴۴٬۱۰۹ داور: مایک جونز |

| ۱۷ ژانویه ۲۰۱۶ ۲۲ | لیورپول | ۰–۱ | منچستر یونایتد                                     | لیورپول                                                |
| ۱۴:۰۵GMT          |         |     | '۶۵ کریس اسمالینگ · '۷۵ مروان فلینی · ۷۸' وین رونی | ورزشگاه: آنفیلد تماشاگران: ۴۳٬۸۶۵ داور: مارک کلاتنبورگ |

| ۲۳ ژانویه ۲۰۱۶ ۲۳ | نوریچ سیتی                                                                          | ۴–۵ | لیورپول                                                                           | نوریچ                                              |
| ۱۲:۴۵GMT          | ۲۹'دیومیرسی ام‌بوکانی · ۴۱'استیون نیسمیث · ۵۴' وس هولاهان پنالتی ۹۰+۲'سباستین باسانگ |     | ۱۸' (۶۳)روبرتو فیرمینو · ۵۵'جردن هندرسون · ۷۵'جیمز میلنر · ۹۰+۵' '۹۰+۵آدام لالانا | ورزشگاه: کارو رود تماشاگران: ۲۷٬۱۰۸ داور: لی میسون |

| ۲ فوریه ۲۰۱۶ ۲۴ | لسترسیتی            | ۲–۰ | لیورپول        | لستر                                                    |
| ۱۹:۴۵GMT        | جیمی واردی ۶۰' (۷۱) |     | لوکاس لیوا '۸۶ | ورزشگاه: کینگ پاور تماشاگران: ۳۲٬۱۲۱ داور: آندره مارینر |

| ۶ فوریه ۲۰۱۶ ۲۵ | لیورپول                                                 | ۲–۲ | ساندرلند                                    | لیورپول                                             |
| ۱۵:۰۰GMT        | روبرتو فیرمینو ۵۹' · آدام لالانا ۷۰' · آلبرتو مورنو '۸۱ |     | اندوی '۳۹ · آدام جانسون ۸۲' · جرمین دفو ۸۹' | ورزشگاه: آنفیلد تماشاگران: ۴۴٬۱۷۹ داور: روبرت مادلی |

| ۱۴ فوریه ۲۰۱۶ ۲۶ | استون ویلا                                         | ۰–۶ | لیورپول | بیرمنگام                                               |
| ۱۴:۰۵GMT         | '۴۲ لئوناردو بیکانو '۶۵ اشلی وست‌وود '۷۷ جردن ورتوت |     | ۱۶' دنیل استاریج · ۲۵' جیمز میلنر · ۵۸'امره جان · ۶۳' دیووک اوریگی · ۶۵' ناتانیل کلاین · ۷۱' حبیب کولوتوره | ورزشگاه: ویلا پارک تماشاگران: ۳۵٬۷۹۸ داور: نیل سوربریک |

| ۲ مارس ۲۰۱۶ ۲۷ | لیورپول                                             | ۳–۰ | منچستر سیتی    | لیورپول                                                 |
| ۲۰:۰۰ GMT      | ۳۴'آدام لالانا · ۴۱'جیمز میلنر · ۵۷' روبرتو فیرمینو |     | خسوس ناواس '۶۱ | ورزشگاه: آنفیلد تماشاگران: ۴۳٬۵۹۷ داور: مارتین اتکینسون |

| ۶ مارس ۲۰۱۶ ۲۸ | کریستال پالاس                 | ۱–۲ | لیورپول                                                                                      | لندن                                                       |
| ۱۳:۳۰ GMT      | اسکات دان '۱۱ · دمین دلنی ۴۸' |     | '۱۰ جردن هندرسون · جیمز میلنر · ۷۲' روبرتو فیرمینو · '۸۶ آلبرتو مورنو · ۹۰+۶' بنتکه (پنالتی) | ورزشگاه: سلهارست پارک تماشاگران: ۲۴٬۷۰۹ داور: آندره مارینر |

| ۲۰ مارس ۲۰۱۶ ۲۹ | ساوت‌همپتون                                  | ۳–۲    | لیورپول                                                                                  | ساوت‌همپتون                                                 |
| ۱۵:۳۰ GMT       | سادیو مانه ۶۴' (۸۶) '۸۶ · گراتسیانو پله ۸۳' | بی‌بی‌سی | ۱۷' فیلیپه کوتینیو · ۲۲'دنیل استاریج · '۲۵ دیان لوورن · '۴۸ امره جان · '۴۹ مارتین اشکرتل | ورزشگاه: ورزشگاه سنت مری تماشاگران: ۳۱٬۵۹۶ داور: راجر ایست |

| ۲ آوریل ۲۰۱۶ ۳۰ | لیورپول                               | ۱–۱    | تاتنهام     | لیورپول                                             |
| ۱۷:۳۰ BST       | فیلیپه کوتینیو '۲۴ ۵۱' · امره جان '۵۴ | بی‌بی‌سی | ۶۳' هری کین | ورزشگاه: آنفیلد تماشاگران: ۴۴٬۰۶۲ داور: جاناتان موس |

| ۱۰ آوریل ۲۰۱۶ ۳۱ | لیورپول                                                    | ۴–۱    | استوک سیتی                                         | لیورپول                                               |
| ۱۶:۰۰ BST        | آلبرتو مورنو ۸' · دنیل استاریج ۳۴' · دیووک اوریگی ۵۰' (۶۵) | بی‌بی‌سی | ۲۲' بویان کرکیچ · '۲۶ اریک پیترس · '۸۲ ریان شوکراس | ورزشگاه: آنفیلد تماشاگران: ۴۳٬۶۸۸ داور: مارک کلاتبورگ |

| ۱۷ آوریل ۲۰۱۶ ۳۲ | بورنموث          | ۱–۲ | لیورپول                                 | بورنموث                                             |
| ۱۳:۳۰ BST        | جاشوا کینگ ۹۰+۳' |     | ۴۱' روبرتو فیرمینو · ۴۵+۲' دنیل استاریج | ورزشگاه: دین کورت تماشاگران: ۱۱٬۳۸۶ داور: مایک جونز |

| ۲۰ آوریل ۲۰۱۶ ۳۳ | لیورپول                                                                               | ۴–۰    | اورتون                        | لیورپول                                           |
| ۲۰:۰۰ BST        | جیمز میلنر '۸ · دیووک اوریگی ۴۳' · مامادو ساکو ۴۵+۲' · دنیل استاریج ۶۱' · کوتینیو ۷۶' | بی‌بی‌سی | '۴۲ آرون لنون · '۵۰ فونس موری | ورزشگاه: آنفیلد تماشاگران: ۴۳٬۸۵۴ داور: بابی مدلی |

| ۲۳ آوریل ۲۰۱۶ ۳۴ | لیورپول                                            | ۲–۲    | نیوکاسل                                       | لیورپول                                              |
| ۱۵:۰۰ BST        | دنیل استاریج ۲' · آدام لالانا ۳۰' · جیمز میلنر '۵۳ | بی‌بی‌سی | '۲۲ شیخ تیوته · ۴۸' پاپیس سیسه · ۶۶' جک کولبک | ورزشگاه: آنفیلد تماشاگران: ۴۳٬۸۳۷ داور: آندره مارینر |

| ۳۰ آوریل ۲۰۱۶ ۳۵ | سوانزی                                                | ۳–۱ | لیورپول                                                                       | سوانزی ، ولز                                      |
| ۱۲:۴۵ BST        | آندره آیو ۲۰' (۶۷) · جک کورک ۳۳' '۴۱ · آنخل رانخل '۷۴ |     | '۲۷ '۷۶ برد اسمیت · '۳۹ ناتانیل کلاین · ۶۵' کریستین بنتکه · '۷۶ مارتین اشکرتل | ورزشگاه: لیبرتی تماشاگران: ۲۰٬۹۷۲ داور: راجر ایست |

| ۷ مه ۲۰۱۶ ۳۶ | لیورپول                                           | ۲–۰ | واتفورد                           | لیورپول                                          |
| ۱۵:۰۰ BST    | جو آلن ۳۵' · جان فلاناگن '۶۳ · روبرتو فیرمینو ۷۶' |     | '۵۹ میگل بریتوس '۷۳ استیون بریخوس | ورزشگاه: آنفیلد تماشاگران: ۴۳٬۳۴۱ داور: لی میسون |

| ۱۱ مه ۲۰۱۶ ۳۷ | لیورپول                                                     | ۱–۱ | چلسی                           | لیورپول                                              |
| ۲۰:۰۰ BST     | امره جان '۴۴ · حبیب کولو '۴۸ · جیمز میلنر '۷۳ · بنتکه ۹۰+۲' |     | ۳۲' ادن آزار · '۸۷ آزپیلیکوئتا | ورزشگاه: آنفیلد تماشاگران: ۴۳٬۲۱۰ داور: مایکل اولیور |

| ۱۵ مه ۲۰۱۶ ۳۸ | وست‌بروم                                                             | ۱–۱ | لیورپول                      | وست برومویچ ، میدلند غربی                             |
| ۱۵:۰۰ BST     | سالمون روندون ۱۳' · مکلین '۴۵+۲ · تایلر رابرتز '۷۴ · جانی اوانز '۸۷ |     | ۲۳' جردن آیب · '۴۰ برد اسمیت | ورزشگاه: د هاوثرونز تماشاگران: ۲۶٬۱۹۶ داور: بابی مدلی |

### جام حذفی
برد
      مساوی
      باخت
      برنامه پیش‌رو
| ۸ ژانویه ۲۰۱۶ دور سوم | اکستر سیتی                 | ۲–۲ | لیورپول                       | اکستر                                                      |
| ۲۰:۰۵ GMT             | ۹'تام نیکولز · ۴۵'لی هولمز |     | ۱۲'جروم سینکلر · ۷۳'برد اسمیت | ورزشگاه: سنت جیمز پارک تماشاگران: ۸٬۲۹۸ داور: استوارت اتول |

| ۲۰ ژانویه ۲۰۱۶ بازی تکراری | لیورپول                                            | ۳–۰ | اکستر سیتی | لیورپول                                               |
| ۲۰:۰۰ GMT                  | ۱۰' جو آلن · ۷۵' شی اوجو · ۸۲' ژوائو کارلوس تیشیرا |     |            | ورزشگاه: آنفیلد تماشاگران: ۴۳٬۲۹۲ داور: نیل اسواربریک |

| ۳۰ ژانویه ۲۰۱۶ دور چهارم | لیورپول       | ۰–۰ | وستهام | لیورپول                                                 |
| ۱۷:۳۰ GMT                | دژان لورن '۵۴ |     |        | ورزشگاه: آنفیلد تماشاگران: ۴۴٬۰۰۶ داور: مارتین اتکینسون |

| ۹ فوریه ۲۰۱۶ بازی تکراری | وستهام                                        | ۲–۱ (و.ا.) | لیورپول                               | لندن                                                    |
| ۱۹:۴۵ GMT                | مایکل آنتونیو ۴۵', '۸۷ · آنجلو اوبگونا ۱۲۰+۱' |            | کوین استوارت '۲۶ · فیلیپه کوتینیو ۴۸' | ورزشگاه: بولین گراوند تماشاگران: ۳۴٬۴۳۳ داور: راجر ایست |

### جام اتحادیه
برد
      مساوی
      باخت
      برنامه پیش‌رو
| ۲۳ سپتامبر ۲۰۱۵ دور سوم                                          | لیورپول                            | ۱–۱ (و.ا.) (۳–۲ پنالتی)                                           | کارلایل یونایتد | لیورپول, انگلستان                 |
| ۲۰:۰۰ BST                                                        | دنی اینگز ۲۳' · دیووک اوریگی '۹۰+۲ |                                                                   | درک آساموا ۳۴'  | ورزشگاه: آنفیلد تماشاگران: ۴۲٬۵۱۸ |
|                                                                  | ضربات پنالتی                       |                                                                   |                 |                                   |
| جیمز میلنر · امره جان · آدام لالانا · فیلیپه کوتینیو · دنی اینگز |                                    | دنی گارینگر · گری دیکر · لوک جویس · الکساندر مک کوین · باستین هری |                 |                                   |

| ۲۸ اکتبر ۲۰۱۵ دور چهارم | لیورپول           | ۱–۰ | بورنموث | لیورپول, انگلستان                 |
| ۱۹:۴۵ GMT               | ۱۷' ناتانیل کلاین |     |         | ورزشگاه: آنفیلد تماشاگران: ۴۱٬۹۴۸ |

| ۲ دسامبر ۲۰۱۵ دور پنجم | ساوت‌همپتون    | ۱–۶ | لیورپول                                                           | ساوت‌همپتون ، انگلستان                      |
| ۱۹:۴۵ GMT              | ۱' سادیو مانه |     | ۲۵'، ۲۹' دنیل استاریج · ۴۵'، ۶۶'، ۸۶' دیووک اوریگی · ۷۳' جردن آیب | ورزشگاه: ورزشگاه سنت مری تماشاگران: ۳۱٬۵۹۲ |

| ۵ ژانویه ۲۰۱۶ نیمه نهایی- رفت | استوک سیتی | ۰–۱ | لیورپول                          | استوک-آن-ترنت                                          |
| ۲۰:۰۰ GMT                     |            |     | ۳۷' جردن آیب · '۷۳ سیمون مینیوله | ورزشگاه: بریتانیا تماشاگران: ۲۷٬۳۶۹ داور: آنتونی تیلور |

| ۲۶ ژانویه ۲۰۱۶ نیمه‌نهایی- برگشت                                                            | لیورپول                      | ۰–۱ (و.ا.) (۱–۱ گ.ح.) (۵−۶ پنالتی)                                                                  | استوک سیتی                              | لیورپول                                             |
| ۱۹:۴۵ GMT                                                                                  | جان فلاناگن '۸۵ جو آلن '۹۰+۱ | گزارش                                                                                               | مارک مونییسا '۲۴ · مارکو آرنتوویج ۴۵+۱' | ورزشگاه: آنفیلد تماشاگران: ۴۳٬۰۹۱ داور: جاناتان موس |
|                                                                                            | ضربات پنالتی                 | |                                         |                                                     |
| آدام لالانا · امره جان · کریستین بنتکه · روبرتو فیرمینو · جیمز میلنر · لوکاس لیوا · جو آلن |                              | جاناتان والترز · پیتر کراوچ · گلن ولن · ابراهیم آفلای · جردان شقیری · مارکو فن خینکل · مارک مونییسا |                                         |                                                     |

| ۲۸ فوریه ۲۰۱۶ فینال                                  | لیورپول                                                                                          | ۱–۱ (و.ا.) (۳−۱ پنالتی)                            | منچستر سیتی                                                                       | لندن                                                |
| ۱۶:۳۰ GMT                                            | ناتانیل کلاین '۵۳ · آلبرتو مورنو '۶۵ · فیلیپه کوتینیو ۸۳', '۸۴ · امره جان '۸۵ · آدام لالانا '۱۱۸ | گزارش                                              | فرناندینیو ۴۹', '۱۱۹ · وینسنت کمپانی '۸۷ · نیکولاس اوتامندی '۱۰۹ · یحیی توره '۱۱۸ | ورزشگاه: ومبلی تماشاگران: ۸۶٬۲۰۶ داور: مایکل اولیور |
|                                                      | ضربات پنالتی                                                                                     |                                                    |                                                                                   |                                                     |
| امره جان · لوکاس لیوا · فیلیپه کوتینیو · آدام لالانا |                                                                                                  | فرناندینیو · خسوس ناواس · سرخیو آگوئرو · یحیی توره |                                                                                   |                                                     |

### لیگ اروپا

#### دورگروهی
- جدول نهایی رده‌بندی گروه لیورپول در مرحله گروهی لیگ اروپا (گروه دوم)

| تیم         | بازی | برد | مساوی | باخت | گل‌زده | گل‌خورده | تفاضل | امتیاز | وضعیت |
| ----------- | ---- | --- | ----- | ---- | ----- | ------- | ----- | ------ | ----- |
| لیورپول     | ۶    | ۲   | ۴     | ۰    | ۶     | ۴       | ۲+    | ۱۰     | ص۱/۱۶ |
| سیون        | ۶    | ۲   | ۳     | ۱    | ۵     | ۵       | ۰     | ۹      | ص۱/۱۶ |
| روبین کازان | ۶    | ۱   | ۳     | ۲    | ۶     | ۶       | ۰     | ۶      |       |
| بوردو       | ۶    | ۰   | ۴     | ۲    | ۵     | ۷       | ۲-    | ۴      |       |

- ص ۱/۱۶ = صعود به مرحله ۱/۱۶

      برد
      مساوی
      باخت
      برنامه پیش‌رو
| ۱۷ سپتامبر ۲۰۱۵ ۱ | بوردو             | ۱–۱ | لیورپول         | بوردو, فرانسه                            |
| ۲۰:۰۰ BST         | یوناس گونزالس ۸۱' |     | آدام لالانا ۶۵' | ورزشگاه: ورزشگاه بوردو تماشاگران: ۳۵٬۳۲۸ |

| ۱ اکتبر ۲۰۱۵ ۲ | لیورپول        | ۱–۱ | سیون            | لیورپول, انگلستان                                              |
| ۲۰:۰۵ BST      | ۴' آدام لالانا |     | ۱۷' ابنزر آسیفو | ورزشگاه: آنفیلد تماشاگران: ۳۷٬۲۵۲ داور: اسلاوکو وینچیچ اسلوونی |

| ۲۲ اکتبر ۲۰۱۵ ۳ | لیورپول      | ۱–۱ | روبین کازان    | لیورپول, انگلستان                                       |
| ۲۰:۰۵ BST       | ۳۷' امره جان |     | ۱۵' مارکو دویچ | ورزشگاه: آنفیلد تماشاگران: ۴۲٬۹۵۱ داور: روبرت شورگنهوفر |

| ۵ نوامبر ۲۰۱۵ ۴ | روبین کازان | ۰–۱ | لیورپول           | کازان, تاتارستان    |
|                 |             |     | ۵۲' ناتانیل کلاین | ورزشگاه: کازان آرنا |

| ۲۶ نوامبر ۲۰۱۵ ۵ | لیورپول                    | ۲–۱ | بوردو          | لیورپول, انگلستان                 |
|                  | ۳۸' جیمز میلنر · ۴۵' بنتکه |     | ۳۳' هنری ساویت | ورزشگاه: آنفیلد تماشاگران: ۴۲٬۵۲۵ |

| ۱۰ دسامبر ۲۰۱۵ ۶ | سیون | ۰–۰ | لیورپول | سیون, واله, سوییس |
|                  |      |     |         | ورزشگاه: توربیلون |

#### یک‌شانزدهم
| ۱۸ فوریه ۲۰۱۶ رفت | آگزبورگ | ۰–۰ | لیورپول | آوگسبورگ ، آلمان                        |
| ۲۰:۰۵ GMT         |         |     |         | ورزشگاه: ایمپولس آرنا تماشاگران: ۲۵٬۰۰۰ |

| ۲۵ فوریه ۲۰۱۶ برگشت | لیورپول                                     | ۱–۰ (۱–۰ گ.ح.) | آگزبورگ                                    | لیورپول, انگلستان                                             |
| ۱۸:۰۰ GMT           | جیمز میلنر ۵' (پنالتی) · روبرتو فیرمینو '۵۷ | گزارش          | '۲۶استافیلیدیس '۴۵کایوبی '۸۷کریستوفر یانکر | ورزشگاه: آنفیلد تماشاگران: ۴۳٬۰۸۱ داور: کلمنت تورپین (فرانسه) |

#### یک‌هشتم
| ۱۰ مارس ۲۰۱۶ رفت | لیورپول                                                                                                | ۲–۰    | منچستر یونایتد                                    | لیورپول ، انگلستان                                            |
| ۲۰:۰۵ GMT        | جردن هندرسون '۳ · دنیل استاریج (پنالتی) ۲۰' · دژان لاورن '۴۳ · فیلیپه کوتینیو '۴۹ · روبرتو فیرمینو ۷۳' | بی‌بی‌سی | '۱۹ ممفیس دپای '۴۵ مارکوس راشفورد '۶۰ مروان فلینی | ورزشگاه: آنفیلد تماشاگران: ۴۳٬۲۲۸ داور: کارلوس ولاسکو کاربایو |

| ۱۷ مارس ۲۰۱۶ برگشت | منچستر یونایتد                                                                           | ۱–۱ (۱–۳ گ.ح.) | لیورپول                                                         | منچستر, انگلستان                                           |
| ۲۰:۰۵ GMT          | آنتونی مارسیال ۳۲' (پنالتی) · دیلی بلیند '۳۳ · مروان فلینی '۵۰ · باستیان شواینشتایگر '۸۰ | بی‌بی‌سی         | '۴۲ ۴۵' فیلیپه کوتینیو · '۵۱ ناتانیل کلاین · '۸۳ روبرتو فیرمینو | ورزشگاه: اولدترافورد تماشاگران: ۷۵٬۱۸۰ داور: میلوراد ماژیچ |

#### یک‌چهارم
| ۷ آوریل ۲۰۱۶ رفت | بروسیا دورتموند                                                            | ۱–۱        | لیورپول                                         | دورتموند ، آلمان                                                           |
| ۲۰:۰۵ BST        | رومان وایدنفلر '۴۵+۵ · متس هوملس ۴۸' · مارکو رویس '۵۲ · پاپاستاتوپولوس '۸۱ | وب‌گاه یوفا | '۹ امره جان · ۳۶'دیووک اوریگی · '۴۴ آدام لالانا | ورزشگاه: سیگنال ایودونا پارک تماشاگران: ۶۵٬۸۴۸ داور: کارلوس ولاسکو کاربایو |

| ۱۴ آوریل۲۰۱۶ برگشت | لیورپول                                                                    | ۴–۳ (۵–۴ گ.ح.) | بروسیا دورتموند                                                                       | لیورپول ، انگلستان                                  |
| ۲۰:۰۵ BST          | دیووک اوریگی ۴۸' · فیلیپه کوتینیو ۶۶' · مامادو ساکو ۷۸' · دیان لوورن ۹۰+۱' | وب‌گاه یوفا     | ۵' هنریخ میختاریان · ۹' اوبامیانگ · '۵۳ متس هوملس · ۵۷' مارکو رویس · '۷۵ ووکاش پیشتچک | ورزشگاه: آنفیلد تماشاگران: ۴۳٫۰۰۰ داور: جونیت چاکیر |

#### نیمه‌نهایی
| ۲۸ آوریل ۲۰۱۶ رفت | ویارئال                            | ۱–۰  | لیورپول | ویارئال ، اسپانیا                                          |
| ۲۰:۰۵ BST         | جومی کاستا '۶۰ · آدریان لوپز ۹۰+۲' | یوفا |         | ورزشگاه: ال مادریگا تماشاگران: ۲۱٬۶۰۶ داور: دامیر اسکومینا |

| ۵ مه ۲۰۱۶ برگشت | لیورپول                                                                       | ۳–۰ (۳–۱ گ.ح.) | ویارئال                                                     | لیورپول ، انگلستان                 |
| ۲۰:۰۵ BST       | برونو سوریانو ۷' گ.خ · ناتانیل کلاین '۳۵ · دنیل استاریج ۶۳' · آدام لالانا ۸۱' | یوفا           | '۳۰ '۷۱ ویکتور رویز · '۴۰ روبرتو سولدادو · '۹۰+۴ دنیس سوارز | ورزشگاه: آنفیلد داور: ویکتور کازای |

#### فینال
| ۱۸ مه ۲۰۱۶ فینال | لیورپول                                                            | ۱–۳  | سه‌ویا                                                                                     | بازل, سوئیس                                                          |
| ۱۹:۴۵ BST        | دیان لوورن '۳۰ · دنیل استاریج ۳۵' · دیووک اوریگی '۷۲ · کلاین '۹۰+۴ | یوفا | ۴۶' کوین گامیرو · '۵۶ ویتولو · '۵۷ اور بانگا · ۶۴' (۷۰)کوکه · '۷۷ عادل رامی · '۸۴ ماریانو | ورزشگاه: سنت یاکوب پارک تماشاگران: ۳۴٬۴۲۹ داور: یوناس اریکسون (سوئد) |

## آمار تیم

### آمار گلزنان
- به روز شده در ۲۲ مه ۲۰۱۶

| رتبه  | پست      | شماره    | بازیکن              | لیگ برتر | جام حذفی | جام اتحادیه | لیگ اروپا | مجموع |
| ----- | -------- | -------- | ------------------- | -------- | -------- | ----------- | --------- | ----- |
| ۱     | مهاجم    | ۱۵       | دنیل استاریج        | ۸        | ۰        | ۲           | ۳         | ۱۳    |
| ۲     | مهاجم    | ۱۰       | فیلیپه کوتینیو      | ۸        | ۱        | ۱           | ۲         | ۱۲    |
| ۳     | مهاجم    | ۱۱       | روبرتو فیرمینو      | ۹        | ۰        | ۰           | ۱         | ۱۰    |
| ۴     | مهاجم    | ۹        | کریستین بنتکه       | ۹        | ۰        | ۰           | ۱         | ۱۰    |
| ۴     | مهاجم    | ۲۷       | دیووک اوریگی        | ۵        | ۰        | ۳           | ۲         | ۱۰    |
| ۶     | هافبک    | ۷        | جیمز میلنر          | ۵        | ۰        | ۰           | ۲         | ۷     |
| ۶     | هافبک    | ۲۰       | آدام لالانا         | ۴        | ۰        | ۰           | ۳         | ۷     |
| ۸     | هافبک    | ۳۳       | جردن آیب            | ۱        | ۰        | ۲           | ۱         | ۴     |
| ۸     | هافبک    | ۲۴       | جو آلن              | ۲        | ۱        | ۰           | ۰         | ۲     |
| ۸     | مهاجم    | ۲۸       | دنی اینگز           | ۲        | ۰        | ۱           | ۰         | ۳     |
| ۱۱    | مدافع    | ۲        | ناتانیل کلاین       | ۱        | ۰        | ۱           | ۰         | ۲     |
| ۱۱    | هافبک    | ۱۴       | جردن هندرسون        | ۲        | ۰        | ۰           | ۰         | ۲     |
| ۱۱    | مدافع    | ۱۷       | مامادو ساکو         | ۱        | ۰        | ۰           | ۱         | ۲     |
| ۱۱    | هافبک    | ۲۳       | امره جان            | ۱        | ۰        | ۰           | ۱         | ۲     |
| ۱۴    | مدافع    | ۴        | حبیب کولوتوره       | ۱        | ۰        | ۰           | ۰         | ۱     |
| ۱۴    | مدافع    | ۶        | دیان لوورن          | ۰        | ۰        | ۰           | ۱         | ۱     |
| ۱۴    | مدافع    | ۳۷       | مارتین اشکرتل       | ۱        | ۰        | ۰           | ۰         | ۱     |
| ۱۴    | مدافع    | ۴۴       | برد اسمیت           | ۰        | ۱        | ۰           | ۰         | ۱     |
| ۱۴    | مهاجم    | ۴۸       | جروم سینکلر         | ۰        | ۱        | ۰           | ۰         | ۱     |
| ۱۴    | هافبک    | ۵۳       | ژوائو کارلوس تیشیرا | ۰        | ۱        | ۰           | ۰         | ۱     |
| ۱۴    | هافبک    | ۵۴       | شی اوجو             | ۰        | ۱        | ۰           | ۰         | ۱     |
| ۱۴    | گل‌به‌خودی | گل‌به‌خودی | گل‌به‌خودی            | ۱        | ۰        | ۰           | ۰         | ۱     |
| مجموع | مجموع    | مجموع    | مجموع               | ۶۳       | ۶        | ۱۰          | ۱۹        | ۹۸    |